# Nigrobaetis digitatus
Nigrobaetis digitatus är en dagsländeart som först beskrevs av Simon Bengtsson 1912.  Nigrobaetis digitatus ingår i släktet Nigrobaetis, och familjen ådagsländor. Arten är reproducerande i Sverige.